# Boldklubben Syd af 1972
Boldklubben Syd af 1972 (BS72) er en idrætsforening i Albertslund Kommune, nærmere bestemt Albertslund Syd.
BS72 blev stiftet i sommeren 1972 og har ca. 400 medlemmer. Foreningen har udover fodbold også badminton og petanque på programmet.